# Sublime Text
Sublime Text — швидкий кросплатформенний текстовий редактор. Підтримує плагіни, розроблені за допомогою мови програмування Python.
Sublime Text не є вільним чи відкритим програмним забезпеченням, але деякі його плагіни розповсюджуються з вільною ліцензією, розробляються і підтримуються спільнотою розробників.

## Особливості

### Інтерфейс
Редактор містить різні візуальні теми, з можливістю завантаження додаткових. 
Користувачі бачать весь свій код в правій частині екрану у вигляді міні-карти, при кліці на яку можна здійснювати навігацію.
Є кілька режимів екрану. Один з них включає від 1 до 4 панелей, за допомогою яких можна показувати до чотирьох файлів одночасно. Повноцінний (free modes) режим показує тільки один файл без будь-яких додаткових навколо нього меню [7].

### Виділення стовпців і множинна правка
Виділення стовпців цілком або розстановка кілька покажчиків по тексту, що робить можливим миттєву правку. Покажчики поводяться, ніби кожен з них - єдина в тексті. Команди типу: переміщення на знак, переміщення на рядок, вибірка тексту, переміщення на слово або його частини (CamelCase, розділений дефісом або підкресленням), перехід на початок або кінець рядка тощо, Впливає на всі покажчики незалежно і відразу, дозволяючи правити складнострукурований текст швидко, без використання макрокоманд або регулярних виразів.

### Автодоповнення
Коли користувач набирає код, Sublime Text, в залежності від використовуваної мови, буде пропонувати різні варіанти для завершення запису. Редактор також автоматично завершує створені користувачем змінні.

### Підсвічування синтаксисуі висока контрастність
Темний фон Sublime Text призначений для збільшення контрастності тексту. Основні елементи синтаксису виділені різними кольорами, які краще поєднуються з темним тлом, ніж зі світлим.

### Підтримка систем збірки
Sublime Text дозволяє користувачеві збирати програми і запускати їх без необхідності перемикатися на командний рядок. Користувач також може налаштувати свою систему збирання та включити автоматичну збірку програми кожного разу при збереженні коду.

### Заготовки (сніппети)
Збереження фрагментів часто використовуваного коду, ключові слова для їх запуску.

### Перехід по файлам
Навігаційний інструмент, який дозволяє користувачам переміщатися між файлами, а також всередині них, за допомогою нечіткого пошуку.

### Інше
- Додатково реалізована функція автозбереження, яка допомагає користувачам не втратити виконану роботу.
- Настроюються комбінації клавіш і інструмент навігації дозволяють призначати свої комбінації клавіш для меню і панелей інструментів (тільки для першої версії, у другій і третій - Command Palette).
- Можливість пошуку під час набору використовується для пошуку в документі.
- Функція перевірки синтаксису працює подібним же чином, перевіряючи коректність прямо під час введення.
- Є можливість автоматизації за допомогою макросів і повтору останніх дій.
- Команди редагування, включаючи редагування відступів, переформатування параграфів і об'єднання рядків.

## Sublime Text 1
Перша версія програми не була кросплатформенною і була доступна тільки для ОС Windows.
Можливості:
- Автозбереження
- Закладки в файлах
- Мінімапа: попередній перегляд повного початкового тексту
- Можливість мультивибору тексту
- Редагування на кількох панелях
- Вбудована підтримка 27 мов програмування
- Підсвітка синтаксису, що повністю налаштовується
- Відповідність дужок, автодоповнення
- Підтримка макросів та плагінів
- Користувацькі гарячі клавіші

## Sublime Text 2
Починаючи з другої версії, Sublime Text став кросплатформенним ПЗ. З'явились версії для Mac OS та GNU/Linux.

### Нововведення
- Підсвітка синтаксису для мови програмування Go
- Функція швидкого переходу до певної ділянки коду
- Новий повноекранний режим
- Надання швидкого доступу до команд (Палітра команд)

## Sublime Text 3
Бета-версія Sublime Text 3 вийшла 29 січня 2013 року і була доступна тільки для зареєстрованих користувачів , які купили Sublime Text 2. Однак після релізу 3047, Sublime Text 3 став доступним для всіх.  Dev-версія доступна тільки зареєстрованим учасникам. 
Також для завантаження стали доступні deb-пакети для GNU / Linux-дистрибутивів. Раніше ж були доступні тільки tar-архіви.
Зміни в новій версії: 
- збільшення швидкості запуску програми;
- поліпшення в інтерфейсі, в пошуку, редагуванні HTML-файлів;
- використання Python 3 для плагінів;
- індексування файлів для пошуку оголошення змінної, функції або класу як в сучасних IDE;
- поліпшення продуктивності функції «замінити все»;
- переміщення плагінів в окремий процес для запобігання затримок завантаження і завершення роботи Sublime Text;
- перехід до попередніх позицій курсора.